# Tito Quinzio Flaminino (console 123 a.C.)
Tito Quinzio Flaminino  (latino Titus Quintius Flamininus) (fl. II secolo a.C.) è stato un politico romano del II secolo a.C. appartenente alla Gens Quintia.

## Biografia
Fu console nel 123 a.C. insieme a Quinto Cecilio Metello Balearico. Cicerone, che lo aveva visto e sentito nella sua prima giovinezza, diceva che parlava latino con eleganza ma che era analfabeta.